# Euagra auxo
Euagra auxo är en fjärilsart som beskrevs av Walker 1854. Euagra auxo ingår i släktet Euagra och familjen björnspinnare. Inga underarter finns listade i Catalogue of Life.